# 岩井半四郎 (7代目)

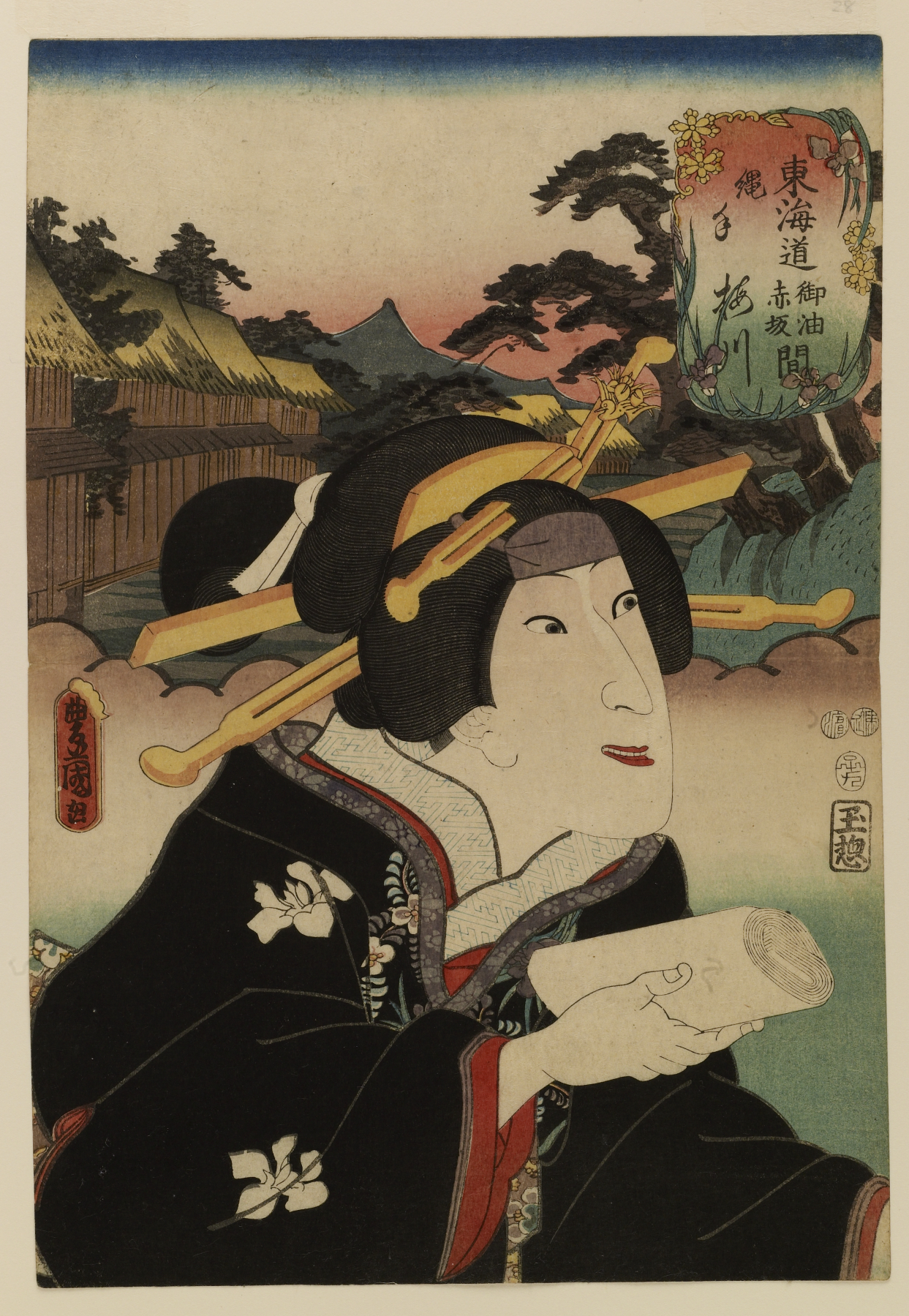
「東海道五十三次之内・御油赤坂間　縄手　梅川」　七代目岩井半四郎の梅川。東海道を背景に、当時の役者を配した見立絵。嘉永5年（1852年）、三代目歌川豊国画。

七代目 岩井半四郎（しちだいめ いわい はんしろう、文化元年〈1804年〉 - 弘化2年4月1日〈1845年5月6日〉）とは、江戸時代後期の歌舞伎役者。屋号は大和屋、俳名は扇朝・紫若。紋は扇子。

## 来歴
五代目岩井半四郎の次男として生まれ岩井小紫と名乗る。文化3年（1806年）11月、江戸中村座の『睦花雪陸奥』に子役として岩井松之助の名で初舞台。のち若女形として父や兄の二代目岩井粂三郎（のちの六代目岩井半四郎）と舞台を共にする。文政5年（1822年）、岩井紫若と改名。江戸や大坂で舞台を勤める。天保7年（1836年）兄の六代目半四郎が夭折し、以降は父（すでに岩井杜若と改名）の芸の後継者として活躍する。天保15年（1844年）3月には父や兄の名跡を継ぎ、七代目岩井半四郎として中村座の舞台に立った。しかし弘化2年1月中村座に出たのを最後に、以前からの病が重くなり同年4月1日に没した。享年42。兄の六代目同様、これからという矢先に病に倒れたのだった。
容貌に優れ娘役や若衆などを当り役とし、岩井家の芸を受け継いで世話物に本領を発揮した。「紫若半四郎」とあだ名される。筆も立ち『狂言袴五ッ紋尽』などの著作がある。ただし楽屋内ではかなり辛辣な人物だったらしく、河竹黙阿弥もかなわなかったという話が伝わる。実子は幕末から明治にかけての名女形八代目岩井半四郎。